# Jonquières (Hérault)
Pour les articles homonymes, voir Jonquières.
Jonquières (en occitan Jonquièiras) est une commune française située dans le centre du département de l'Hérault en région Occitanie.
Exposée à un climat méditerranéen, elle est drainée par le ruisseau de l'Argenteille.
Jonquières est une commune rurale qui compte 588 habitants en 2022, après avoir connu une forte hausse de la population depuis 1975.  Elle fait partie de l'aire d'attraction de Montpellier. Ses habitants sont appelés les Jonquiérois ou  Jonquiéroises.

## Géographie

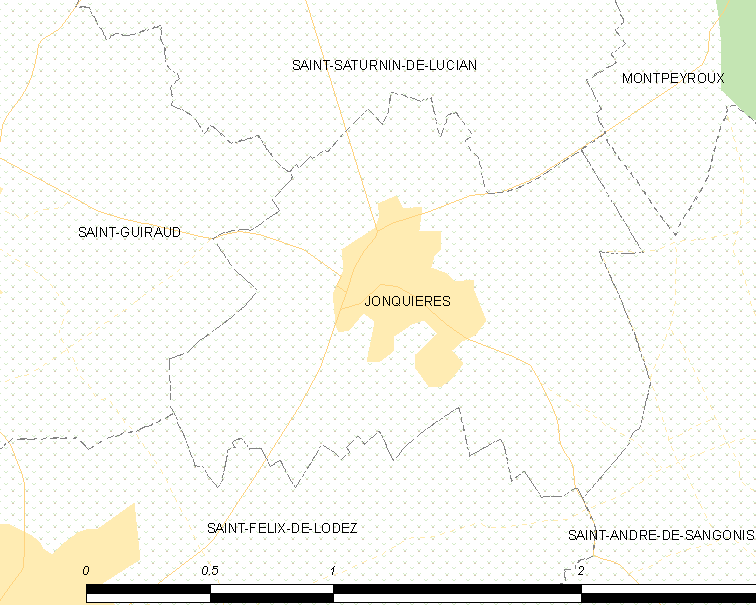
Carte

D'une superficie de 205 hectares, il s'agit de la commune la moins étendue de l'Hérault.

### Communes limitrophes
|               | Saint-Saturnin-de-Lucian |                         |
| Saint-Guiraud | Jonquières               | Saint-André-de-Sangonis |
|               | Saint-Félix-de-Lodez     |                         |

### Climat
Pour des articles plus généraux, voir Climat de l'Occitanie et Climat de l'Hérault.
En 2010, le climat de la commune est de type climat méditerranéen franc, selon une étude s'appuyant sur une série de données couvrant la période 1971-2000. En 2020, Météo-France publie une typologie des climats de la France métropolitaine dans laquelle la commune est exposée à un climat méditerranéen et est dans la région climatique  Provence, Languedoc-Roussillon, caractérisée par une pluviométrie faible en été, un très bon ensoleillement (2 600 h/an), un été chaud (21,5 °C), un air très sec en été, sec en toutes saisons, des vents forts (fréquence de 40 à 50 % de vents > 5 m/s) et peu de brouillards.
Pour la période 1971-2000, la température annuelle moyenne est de 14,3 °C, avec une amplitude thermique annuelle de 16,4 °C. Le cumul annuel moyen de précipitations est de 916 mm, avec 6,9 jours de précipitations en janvier et 3 jours en juillet. Pour la période 1991-2020, la température moyenne annuelle observée sur la station météorologique la plus proche, située sur la commune de Saint-André-de-Sangonis à 4 km à vol d'oiseau, est de 15,5 °C et le cumul annuel moyen de précipitations est de 652,4 mm,. Pour l'avenir, les paramètres climatiques de la commune estimés pour 2050 selon différents scénarios d’émission de gaz à effet de serre sont consultables sur un site dédié publié par Météo-France en novembre 2022.

### Milieux naturels et biodiversité
Aucun espace naturel présentant un intérêt patrimonial n'est recensé sur la commune dans l'inventaire national du patrimoine naturel,,.

## Urbanisme

### Typologie
Au 1er janvier 2024, Jonquières est catégorisée commune rurale à habitat dispersé, selon la nouvelle grille communale de densité à sept niveaux définie par l'Insee en 2022.
Elle est située hors unité urbaine. Par ailleurs la commune fait partie de l'aire d'attraction de Montpellier, dont elle est une commune de la couronne,. Cette aire, qui regroupe 161 communes, est catégorisée dans les aires de 700 000 habitants ou plus (hors Paris),.

### Occupation des sols
L'occupation des sols de la commune, telle qu'elle ressort de la base de données européenne d’occupation biophysique des sols Corine Land Cover (CLC), est marquée par l'importance des territoires agricoles (85,2 % en 2018), en diminution par rapport à 1990 (87,7 %). La répartition détaillée en 2018 est la suivante : 
cultures permanentes (85,2 %), zones urbanisées (14,8 %). L'évolution de l’occupation des sols de la commune et de ses infrastructures peut être observée sur les différentes représentations cartographiques du territoire : la carte de Cassini (XVIIIe siècle), la carte d'état-major (1820-1866) et les cartes ou photos aériennes de l'IGN pour la période actuelle (1950 à aujourd'hui).

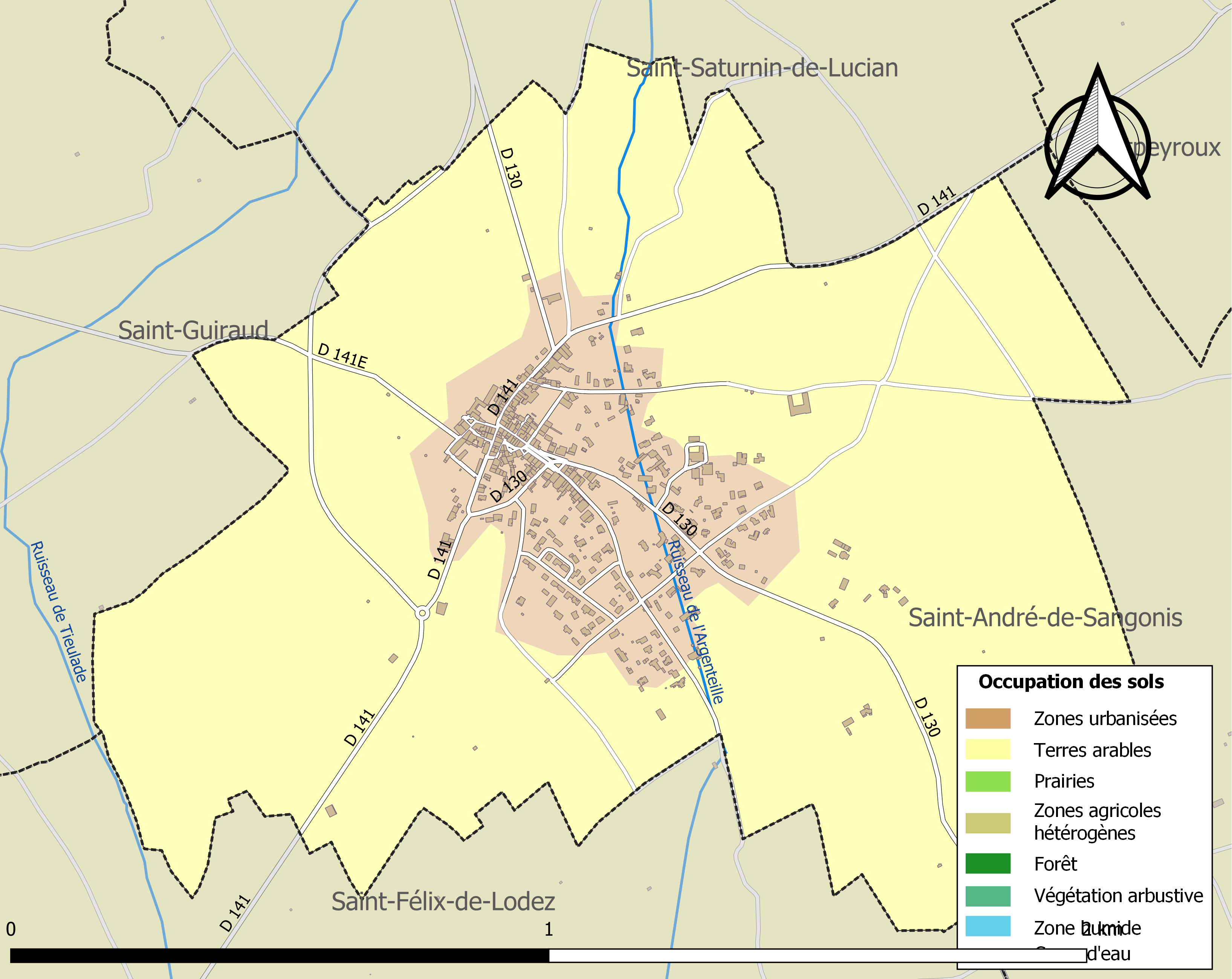
Carte des infrastructures et de l'occupation des sols de la commune en 2018 (CLC).

### Risques majeurs
Le territoire de la commune de Jonquières est vulnérable à différents aléas naturels : météorologiques (tempête, orage, neige, grand froid, canicule ou sécheresse), inondations et séisme (sismicité faible). Un site publié par le BRGM permet d'évaluer simplement et rapidement les risques d'un bien localisé soit par son adresse soit par le numéro de sa parcelle.
Certaines parties du territoire communal sont susceptibles d’être affectées par le risque d’inondation par débordement de cours d'eau, notamment La commune a été reconnue en état de catastrophe naturelle au titre des dommages causés par les inondations et coulées de boue survenues en 1982 et 2014,.
Jonquières est exposée au risque de feu de forêt du fait de la présence sur son territoire. Un plan départemental de protection des forêts contre les incendies (PDPFCI) a été approuvé en juin 2013 et court jusqu'en 2022, où il doit être renouvelé. Les mesures individuelles de prévention contre les incendies sont précisées par deux arrêtés préfectoraux et s’appliquent dans les zones exposées aux incendies de forêt et à moins de 200 mètres de celles-ci. L’arrêté du 25 avril 2002 réglemente l'emploi du feu en interdisant notamment d’apporter du feu, de fumer et de jeter des mégots de cigarette dans les espaces sensibles et sur les voies qui les traversent sous peine de sanctions. L'arrêté du 11 mars 2013 rend le débroussaillement obligatoire, incombant au propriétaire ou ayant droit,.

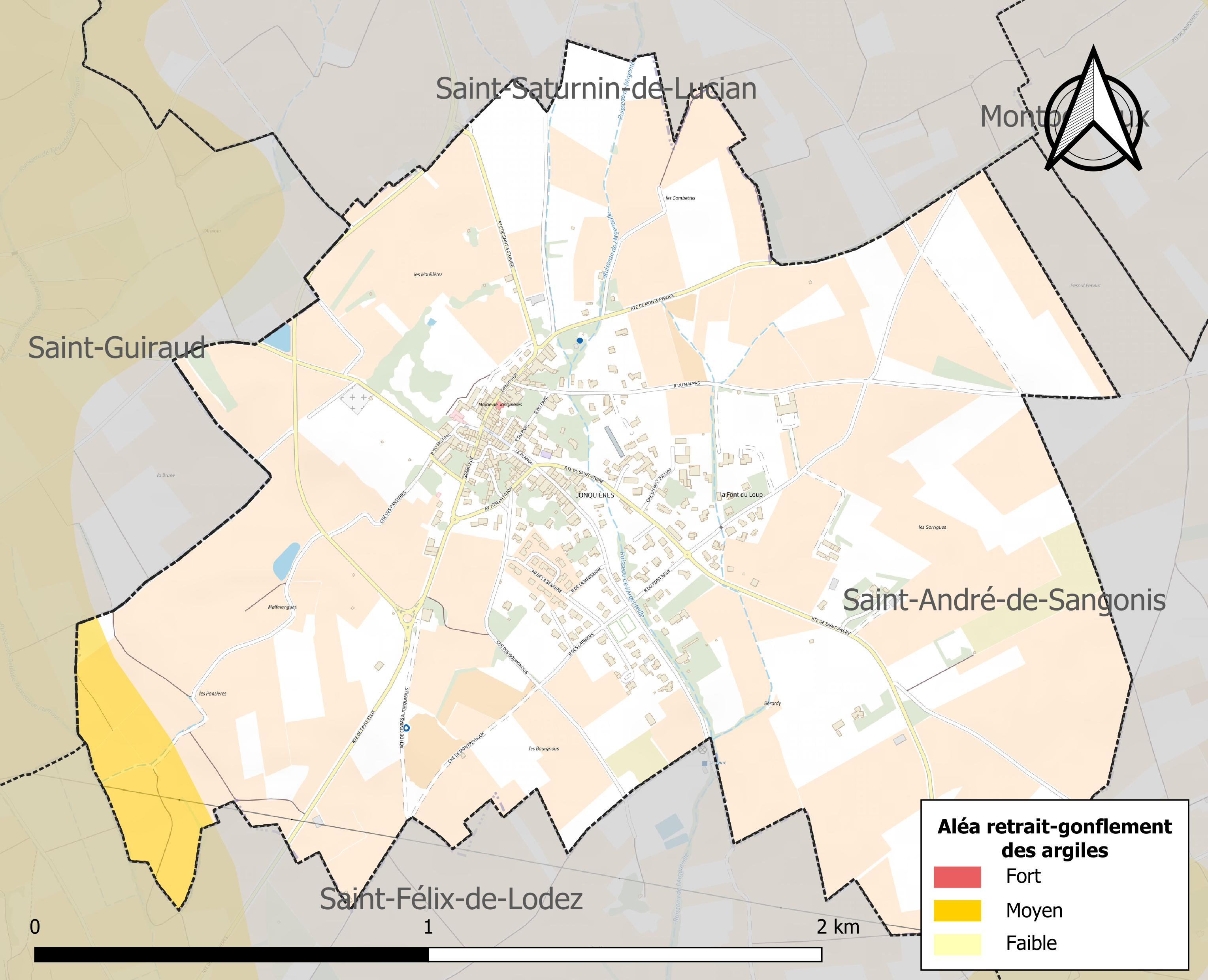
Carte des zones d'aléa retrait-gonflement des sols argileux de Jonquières.

Le retrait-gonflement des sols argileux est susceptible d'engendrer des dommages importants aux bâtiments en cas d’alternance de périodes de sécheresse et de pluie. 3,1 % de la superficie communale est en aléa moyen ou fort (59,3 % au niveau départemental et 48,5 % au niveau national). Sur les 228 bâtiments dénombrés sur la commune en 2019, 0 sont en aléa moyen ou fort, soit 0 %, à comparer aux 85 % au niveau départemental et 54 % au niveau national. Une cartographie de l'exposition du territoire national au retrait gonflement des sols argileux est disponible sur le site du BRGM,.
Par ailleurs, afin de mieux appréhender le risque d’affaissement de terrain, l'inventaire national des cavités souterraines permet de localiser celles situées sur la commune.

## Toponymie
La commune est connue sous les variantes : villa que vocant Joncarias (949), de Jonqueriis (1344) capellam de S. Johannis de Jonqueriis (1484) de Jonquières (1529).
Le nom Jonquières dérive de l'occitan jonquièra = lieu couvert de joncs.

## Histoire
Dans ses mémoires, le député natif de la commune, Étienne Fajon évoque la présence pendant la Première Guerre mondiale dans les exploitations viticoles, de prisonniers allemands puis des soldats tunisiens pour la réalisation des gros travaux de viticulture en remplacement des hommes de la commune mobilisés au front.

## Politique et administration
| Période                                  | Période  | Identité       | Étiquette | Qualité                    |
| ---------------------------------------- | -------- | -------------- | --------- | -------------------------- |
| 1947                                     | 1959     | Julien Calvié  |           |                            |
| 1959                                     | 1965     | Edouard Petit  |           |                            |
| 1965                                     | 1989     | Georges Fajon  |           |                            |
| 1989                                     | En cours | Bernard Gouzin | SE        | Retraité de l'enseignement |
| Les données manquantes sont à compléter. |          |                |           |                            |

## Démographie
L'évolution du nombre d'habitants est connue à travers les recensements de la population effectués dans la commune depuis 1793. Pour les communes de moins de 10 000 habitants, une enquête de recensement portant sur toute la population est réalisée tous les cinq ans, les populations de référence des années intermédiaires étant quant à elles estimées par interpolation ou extrapolation. Pour la commune, le premier recensement exhaustif entrant dans le cadre du nouveau dispositif a été réalisé en 2005.

En 2022, la commune comptait 588 habitants, en évolution de +33,94 % par rapport à 2016 (Hérault : +7,49 %, France hors Mayotte : +2,11 %).
| 1793 | 1800 | 1806 | 1821 | 1831 | 1836 | 1841 | 1846 | 1851 |
| ---- | ---- | ---- | ---- | ---- | ---- | ---- | ---- | ---- |
| 251  | 251  | 296  | 329  | 357  | 300  | 304  | 255  | 243  |

| 1856 | 1861 | 1866 | 1872 | 1876 | 1881 | 1886 | 1891 | 1896 |
| ---- | ---- | ---- | ---- | ---- | ---- | ---- | ---- | ---- |
| 287  | 280  | 295  | 284  | 305  | 226  | 240  | 238  | 302  |

| 1901 | 1906 | 1911 | 1921 | 1926 | 1931 | 1936 | 1946 | 1954 |
| ---- | ---- | ---- | ---- | ---- | ---- | ---- | ---- | ---- |
| 404  | 402  | 359  | 324  | 320  | 329  | 310  | 268  | 267  |

| 1962 | 1968 | 1975 | 1982 | 1990 | 1999 | 2005 | 2006 | 2010 |
| ---- | ---- | ---- | ---- | ---- | ---- | ---- | ---- | ---- |
| 295  | 316  | 270  | 286  | 299  | 355  | 361  | 368  | 391  |

| 2015 | 2020 | 2022 | - | - | - | - | - | - |
| ---- | ---- | ---- | - | - | - | - | - | - |
| 427  | 554  | 588  | - | - | - | - | - | - |

## Économie

### Revenus
En 2018, la commune compte 223 ménages fiscaux, regroupant 564 personnes. La médiane du revenu disponible par unité de consommation est de 19 980 € (20 330 € dans le département).

### Emploi
|                | 2008   | 2013   | 2018   |
| -------------- | ------ | ------ | ------ |
| Commune        | 11,2 % | 12,2 % | 10,7 % |
| Département    | 10,1 % | 11,9 % | 12 %   |
| France entière | 8,3 %  | 10 %   | 10 %   |

En 2018, la population âgée de 15 à 64 ans s'élève à 297 personnes, parmi lesquelles on compte 82 % d'actifs (71,3 % ayant un emploi et 10,7 % de chômeurs) et 18 % d'inactifs,. En  2018, le taux de chômage communal (au sens du recensement) des 15-64 ans est inférieur à celui du département, mais supérieur à celui de la France, alors qu'en 2008 il était supérieur à celui du département.
La commune fait partie de la couronne de l'aire d'attraction de Montpellier, du fait qu'au moins 15 % des actifs travaillent dans le pôle,. Elle compte 59 emplois en 2018, contre 63 en 2013 et 62 en 2008. Le nombre d'actifs ayant un emploi résidant dans la commune est de 215, soit un indicateur de concentration d'emploi de 27,3 % et un taux d'activité parmi les 15 ans ou plus de 62,1 %.
Sur ces 215 actifs de 15 ans ou plus ayant un emploi, 39 travaillent dans la commune, soit 18 % des habitants. Pour se rendre au travail, 89,5 % des habitants utilisent un véhicule personnel ou de fonction à quatre roues, 2,1 % les transports en commun, 2,5 % s'y rendent en deux-roues, à vélo ou à pied et 5,9 % n'ont pas besoin de transport (travail au domicile).

### Activités hors agriculture

#### Secteurs d'activités
36 établissements sont implantés  à Jonquières au 31 décembre 2019. Le tableau ci-dessous en détaille le nombre par secteur d'activité et compare les ratios avec ceux du département,.
| Secteur d'activité                                                                                        | Commune | Commune | Département |
| Secteur d'activité                                                                                        | Nombre  | %       | %           |
| --- | ------- | ------- | ----------- |
| Ensemble                                                                                                  | 36      |         |             |
| Construction                                                                                              | 4       | 11,1 %  | (14,1 %)    |
| Commerce de gros et de détail, transports, hébergement et restauration                                    | 7       | 19,4 %  | (28 %)      |
| Information et communication                                                                              | 2       | 5,6 %   | (3,3 %)     |
| Activités financières et d'assurance                                                                      | 1       | 2,8 %   | (3,2 %)     |
| Activités immobilières                                                                                    | 5       | 13,9 %  | (5,3 %)     |
| Activités spécialisées, scientifiques et techniques et activités de services administratifs et de soutien | 8       | 22,2 %  | (17,1 %)    |
| Administration publique, enseignement, santé humaine et action sociale                                    | 4       | 11,1 %  | (14,2 %)    |
| Autres activités de services                                                                              | 5       | 13,9 %  | (8,1 %)     |

Le secteur des activités spécialisées, scientifiques et techniques et des activités de services administratifs et de soutien est prépondérant sur la commune puisqu'il représente 22,2 % du nombre total d'établissements de la commune (8 sur les 36 entreprises implantées  à Jonquières), contre 17,1 % au niveau départemental.

#### Entreprises et commerces
Les deux entreprises ayant leur siège social sur le territoire communal qui génèrent le plus de chiffre d'affaires en 2020 sont : 
- Mas Jullien, commerce de détail de boissons en magasin spécialisé (1 333 k€)
- Conseil Immobilier Et Expertise En Languedoc - Ciel, agences immobilières (96 k€)

### Agriculture
La commune est dans le « Soubergues », une petite région agricole occupant le nord-est du département de l'Hérault. En 2020, l'orientation technico-économique de l'agriculture  sur la commune est la viticulture.
|               | 1988 | 2000 | 2010 | 2020 |
| ------------- | ---- | ---- | ---- | ---- |
| Exploitations | 35   | 29   | 29   | 17   |
| SAU (ha)      | 338  | 303  | 222  | 192  |

Le nombre d'exploitations agricoles en activité et ayant leur siège dans la commune est passé de 35 lors du recensement agricole de 1988  à 29 en 2000 puis à 29 en 2010 et enfin à 17 en 2020, soit une baisse de 51 % en 32 ans. Le même mouvement est observé à l'échelle du département qui a perdu pendant cette période 67 % de ses exploitations,. La surface agricole utilisée sur la commune a également diminué, passant de 338 ha en 1988 à 192 ha en 2020. Parallèlement la surface agricole utilisée moyenne par exploitation a augmenté, passant de 10 à 11 ha.

## Culture locale et patrimoine

### Lieux et monuments

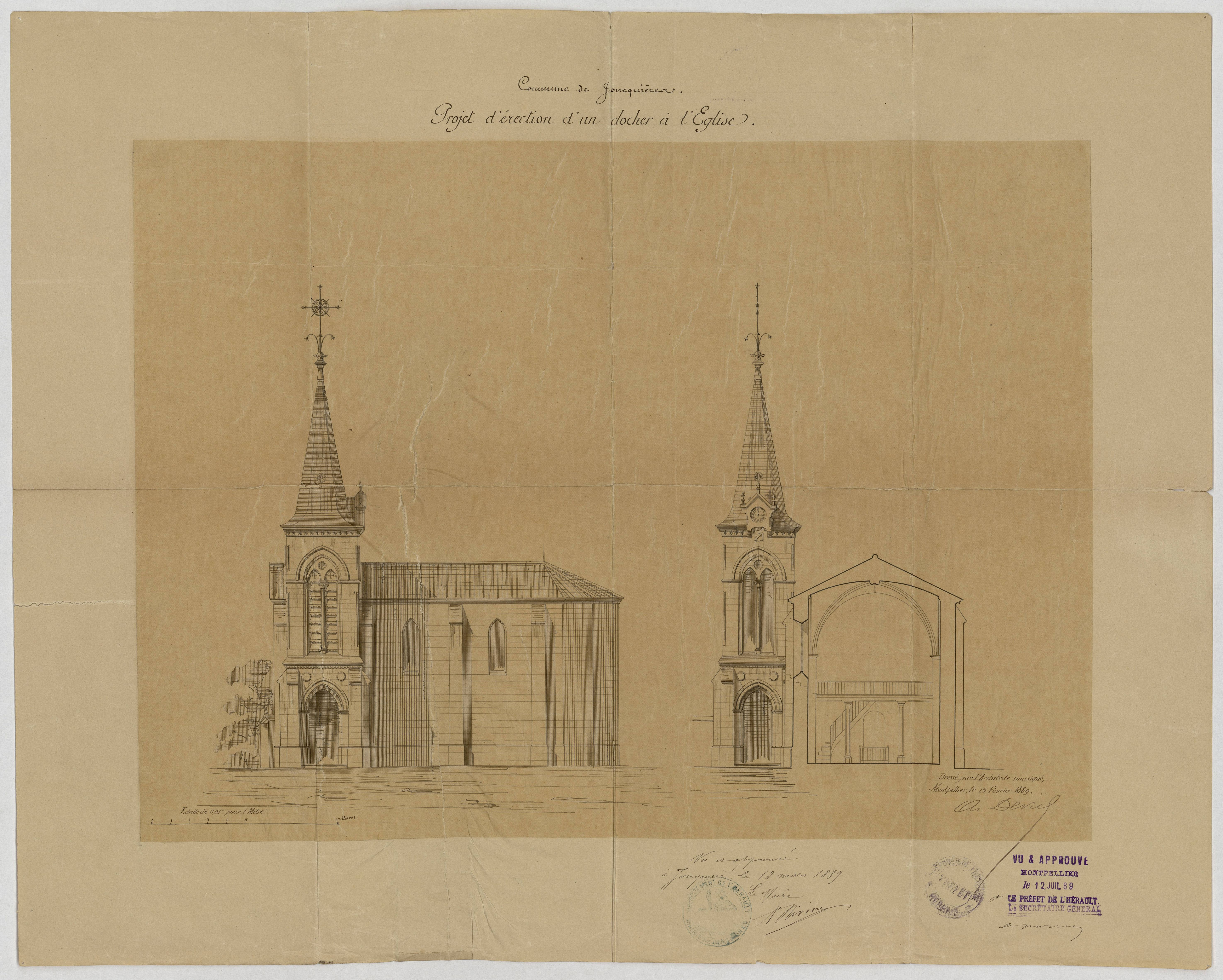
Plan de l'église (1889)

- Plan de l'église (1889)Château de Jonquières inscrit aux monuments historiques[27]
- Église Saint-Jean-l'Évangéliste de Jonquières, style roman du XIIe siècle[28]. L'édifice est référencé dans la base Mérimée et à l'Inventaire général Région Occitanie[28]. De nombreux objets sont référencés dans la base Palissy (voir les notices liées)[28].

### Personnalités liées à la commune
- Étienne Fajon, né le 11 septembre 1906 à Jonquières, instituteur de formation, homme politique (parti communiste), directeur de L'Humanité et fils d'un ancien maire de la commune élu en 1919.

### Héraldique
| Blason de Jonquières | Blason  | Les armes de Jonquières peuvent se blasonner ainsi : D'argent à une botte de joncs de sinople liée d'or surmonté du texte "J'EN TIENS DEUX MILLE" en majuscules de sable disposées en arc de cercle. |
| Blason de Jonquières | Détails | Le statut officiel du blason reste à déterminer. |

### Fonds d'archives
- Fonds : Archives communales de Jonquières (1599-1972) [4,80 ml].  Cote : 122 EDT. Montpellier : Archives départementales de l'Hérault (présentation en ligne).